# Markotabödöge
Markotabödöge is een plaats (község) en gemeente in het Hongaarse comitaat Győr-Moson-Sopron. Markotabödöge telt 507 inwoners (2001).